# 合成致死性
合成致死性（ごうせいちしせい、英: synthetic lethality）は、2つの遺伝的イベントの組み合わせによって細胞死または個体死が引き起こされるような遺伝的相互作用の一種として定義される。ただし、2つ以上の遺伝子の欠損の組み合わせによって細胞死（アポトーシスやその他の機構による）が引き起こされるが、各欠損単独では細胞死が引き起こされないような状況を意味することが一般的である。合成致死性スクリーニングにおいては、その影響によって異なる表現型（成長の遅れなど）が生じるものの、細胞死を引き起こすことはないような変異をまず導入し、その後に他の遺伝子座を系統的に試験することで、発現の低下や停止が最初の変異と組み合わさることで細胞死が引き起こされるようなものが同定される。
合成致死性は、がんの分子標的治療の目的においても有用である。合成致死アプローチを利用した最初の分子標的治療はがん抑制遺伝子（BRCA1、BRCA2）の不活性化を利用したものであり、2016年にFDAの承認を受けたPARP阻害薬による治療法である。合成致死性の一部には、がん抑制遺伝子ではなくパッセンジャー遺伝子の欠失によって脆弱性が出現する、付随的致死性（collateral lethality）と呼ばれるものがある。

## 背景

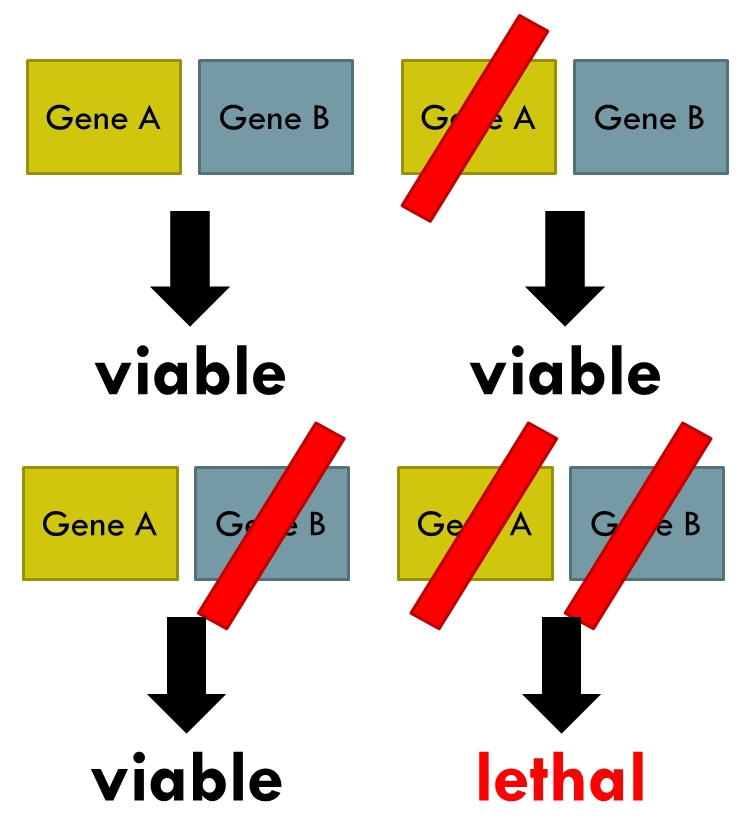
基本的な合成致死性の模式図。ある遺伝子の対に同時に変異が生じることで致死的（lethal）となるが、その他の変異の組み合わせでは生存可能（viable）である。

合成致死性の現象は、1922年にカルヴィン・ブリッジスによって記載された。彼は、モデル生物であるキイロショウジョウバエDrosophila melanogasterの変異のいくつかの組み合わせによって致死性が生じることを発見した。テオドシウス・ドブジャンスキーは、1946年にショウジョウバエの野生型集団でみられる同種の遺伝的相互作用を記載するために"synthetic lethality"という用語を造り出した。遺伝的イベントの組み合わせが致死的ではないものの適応度の低下をもたらす場合、その相互作用は"synthetic sickness"と呼ばれる。合成致死性という用語は古典遺伝学においては2つの遺伝的変動の間の相互作用を指すが、この用語は単独では致死的でない変異と化合物の作用の組み合わせによって致死性が引き起こされる場合にも用いられる。
生物で合成致死性がみられるのは、遺伝的変異、環境の変化やその他の無作為なイベントが生じる状況下であっても表現型的安定性をもたらすような緩衝機構（バックアッププランなど）を維持する傾向を生物が持つためである。こうした遺伝的頑強性がみられるのは、並列した冗長的経路の存在や変異の影響を覆い隠す「キャパシター」タンパク質によって重要な細胞過程が個々の構成要素に依存しないようになっているためである。合成致死性は、同じ生化学的過程で機能している、もしくは一見無関係にみえる経路で機能している遺伝子間の相互作用を明らかにすることができ、こうした緩衝関係の特定や、それが破綻したときにどのような疾患や機能不全が生じるかを明らかにするために有用である。

## ハイスループットスクリーニング
合成致死性のハイスループットスクリーニングは、遺伝子の機能や相互作用に関する事前知識が得られていない場合でも、細胞過程の機能の解明に役立つ可能性がある。スクリーニングの戦略には、用いる生物、遺伝的変動の様式、スクリーニングが順遺伝学か逆遺伝学かなどを考慮に入れる必要がある。最初期の合成致死性スクリーニングの多くは出芽酵母Saccharomyces cerevisiaeで行われてきた。出芽酵母には、ゲノムが小さい、倍加時間が短い、一倍体と二倍体状態が存在する、遺伝的操作が容易といった、スクリーニングにおける多くの実験的利点がある。遺伝子の除去はPCRベースの手法で行うことができ、またアノテーションされた全ての酵母遺伝子のノックアウトコレクションの完全なライブラリが利用可能である。酵母で合成致死性を解析するハイスループット手法としては、SGA（synthetic genetic array）、SLAM（synthetic lethality by microarray）、GIM（genetic interaction mapping）がある。出芽酵母では、全酵母遺伝子の約75%を含むゲノム規模での遺伝的相互作用マップがSGA解析によって作成されている。

## 付随的致死性
付随的致死性（collateral lethality）は個別化がん治療において利用される合成致死性の一部であり、がん抑制遺伝子ではなくパッセンジャー遺伝子の欠失によって脆弱性が出現しているものである。こうした欠失は遺伝子が主要ながん抑制遺伝子座に染色体上近接しているために生じたものである。

## DNA損傷応答の欠損

### DNAミスマッチ修復の欠損
DNAミスマッチ修復（MMR）に関わる遺伝子の変異は、変異率の上昇を引き起こす。腫瘍では、こうした高頻度の変異によって「非自己」型の免疫原性抗原が産生されることが多い。41人の患者を対象とした第II相臨床試験では、MMRの欠陥を持つ腫瘍と持たない腫瘍で合成致死性アプローチの評価が行われている。評価が行われた散発性腫瘍の症例では、大部分はMMR遺伝子のエピジェネティックな抑制のためにMMRに欠陥が生じていると考えられた。この第II相試験では、通常は細胞傷害性免疫応答を抑制しているPD-1の薬理的阻害が行われたが、MMRに欠陥を有する腫瘍の患者では、腫瘍へのPD-1阻害剤の曝露によって67% - 78%の患者で免疫関連無増悪生存がみられた。対照的に、MMRの欠陥を持たない患者では、PD-1阻害剤による免疫関連無増悪生存は11%でしかみられなかった。このように、PD-1の阻害は主にMMRの欠陥との合成致死性を示す。

### ウェルナー症候群遺伝子欠損
11の組織の630の原発腫瘍の解析からは、WRN遺伝子プロモーターの高メチル化（WRNタンパク質の発現を喪失する）が腫瘍形成において一般的なイベントであることが示されている。WRN遺伝子のプロモーターは、大腸がんと非小細胞肺がんの約38%、胃がん、前立腺がん、乳がん、非ホジキンリンパ腫、軟骨肉腫の20%前後、そしてその他のがんでも有意な増加がみられる。WRNヘリカーゼタンパク質は相同組換えによるDNA修復に重要であり、非相同末端結合や塩基除去修復にも関与している。
トポイソメラーゼ阻害薬はさまざまながんに対する化学療法でよく用いられるが、骨髄抑制作用や心毒性を持ち、その有効性もさまざまである。2006年に行われた後ろ向き研究では、トポイソメラーゼ阻害薬イリノテカンによる治療が行われた結腸がん患者に対する長期間の臨床経過観察が行われた。この研究では、45人の患者はWRN遺伝子プロモーターの高メチル化が生じており、43人の患者は非メチル化状態であった。イリノテカンはWRNプロモーター非メチル化患者（生存期間20.7月）と比較して高メチル化患者（生存期間39.4月）でより有益であった。このように、トポイソメラーゼ阻害薬はWRNの発現欠損との合成致死性を示すようである。WRNの発現欠損とトポイソメラーゼ阻害薬との合成致死性は、その後の研究でも示されている。

### PARP1阻害薬の合成致死性
5種類のPARP1阻害薬の第I、II、III相臨床試験が行われており、前立腺がん、膵臓がん、非小細胞肺がん、悪性リンパ腫、多発性骨髄腫、ユーイング肉腫など広範囲のがんで合成致死性の試験が行われている。さらに、培養細胞やマウスを用いた前臨床試験では、BRCA1/2欠損を除く約20種類のDNA修復遺伝子のエピジェネティックや変異による欠損に対して、PARP1阻害薬の合成致死性の試験が行われている。研究対象となっている遺伝子欠損としては、PALB2、FANCD2、RAD51、ATM、MRE11、p53、XRCC1、LSD1などが含まれている。

### ARID1Aの合成致死性
クロマチン修飾因子ARID1Aは、DNA二本鎖切断修復の主要な経路である非相同末端結合に必要であり、また転写調節の役割も担っている。ARID1A遺伝子の変異は、最も一般的な12種類の発がん性変異のうちの1つである。変異またはエピジェネティックな変化によるARID1Aの発現の低下は17種類のがんで見つかっている。細胞やマウスでの前臨床研究では、ARID1Aの発現の欠乏は、EZH2のメチルトランスフェラーゼ活性の阻害、DNA修復キナーゼATRの阻害、またはキナーゼ阻害薬ダサチニブへの曝露のいずれかによって合成致死性が生じることが示されている。

### RAD52の合成致死性
二本鎖切断の相同組換え修復には2つの経路が存在する。主要な経路はBRCA1、PALB2、BRCA2に依存しており、一方で代替的経路はRAD52に依存している。エピジェネティックな変化または変異によるBRCA欠損細胞（培養細胞またはマウスへの注入）を用いた前臨床研究では、RAD52の阻害とBRCA欠損との合成致死性が示されている。

## 副作用
合成致死性を利用した治療は、がんの進行を止めたり遅らせたりし、生存期間を延長することができるが、合成致死性治療にはそれぞれいくつかの副作用が存在する。例えば、PD-1阻害薬で治療を行った患者の20%以上で、疲労、発疹、痒み、咳、下痢、食欲不振、便秘、関節痛がみられる。そのため、どのDNA損傷応答の欠陥が存在しているかを明らかにすることで、有効な合成致死性治療だけを行い、直接的な有益性がない有害な副作用を患者が不必要に受けることがないようにすることが重要である。